# Músculo mirtiforme
El músculo mirtiforme (Depressor alae nasi) es un músculo de la cara.
- Forma: aplanado y en forma de abanico.
- Ubicación: Se ubica en el borde posterior (arcada alveolar) de las ventanas de la nariz hasta el borde posterior de las narinas. Situado por debajo de las aberturas nasales.
- Descripción: El músculo se dirige superiormente y se fija a la cara profunda de la piel que reviste el subtabique y el borde posterior del orificio de las narinas. Las fibras laterales del músculo depresor del tabique nasal se continúan con los fascículos superiores de la porción transversa del músculo nasal.
- Función: Baja el ala de la nariz y estrecha transversalmente el orificio o ventana nasal.
- Inervación: Nervio Temporofacial.